# Городецкий, Яков Фёдорович
Яков Фёдорович Городецкий (1876, Полтава — 13 марта 1937, Ростов-на-Дону) - русский революционер, советский партийный и хозяйственный деятель. В 1919 году в Крымской социалистической советской республике нарком финансов, путей сообщения, почт и телеграфов, а также председатель совнархоза в правительстве Д. И. Ульянова. Репрессирован в 1936 году, расстрелян в 1937 году.

## Биография
Родился в 1876 году в Полтаве в семье переплетчика. Еврей. Образование начальное. Портной.
В 1898—1890 годах работал в Полтаве и Симферополе в РСДРП под кличкой «Соломон». Член РСДРП с 1900 года. В 1901—1902 годах — в Одессе под кличкой «Вилейкин», агитатор, пропагандист. Один из основателей крымской организации РСДРП до II-го съезда партии. В феврале 1902 года был арестован в Одессе, после 1 года и 8 месяцев заключения в Одесской и Гродненской тюрьмах, сослан в Иркутскую губернию на 4 года. Амнистирован в 1905 году.
В 1906—1907 годах вёл подпольную работу в Иркутске, Полтаве и Харькове. В 1907 году снова арестован и после 3 месяцев заключения выслан в Красный Яр Астраханской губернии, где продолжал заниматься революционной работой, пока снова не был арестован в 1908 году. После годичного заключения в Астраханской и Харьковской тюрьмах 21 февраля 1909 года Харьковской судебной палатой по 102 ст. Уголовного уложения осужден в ссылку на поселение. С поселения сбежал в январе 1910 года за рубеж.
Жил в Париже. После революции вернулся в Россию. В ноябре 1918 года направлен в Таврическую губернию в Севастополь на подпольную работу, член подпольного горкома, председатель стачечного комитета.  Городецкий возглавлял Ревком Севастополя. На партконференции 28 апреля 1919 года был делегатом от Севастополя.
28 апреля 1919 года – 26 июня 1919 года – нарком финансов, путей сообщения, почт и телеграфов, председатель совнархоза Крымской Советской Социалистической Республики.
После 7 мая Областной комитет ВКП(б) состоял из 11 человек: Ю. П. Гавен, Н. Журавлев, Шустер, И. Шульман, Я. Городецкий, И. Полонский (Степа), Эйхер, В. Киров, О. Х. Алексакис, С. Мирный и Семен — С. Д. Жгенти (Джигенти).
В 1920–1930-х годах — на хозяйственной работе в Ростове-на-Дону. До ареста — директор краевого отделения «Союзкультторга».
Я. Ф. Городецкий возглавлял Краевое общество каторжан и ссыльнопоселенцев Азовско-Черноморского края, был старостой общества. Это общество в 1936 году было признано контрреволюционной организацией.
Арестован 17 октября 1936 года Управлением НКВД Азово-Черноморского края как участник контрреволюционной организации по ст. 58-8, -11 УК РСФСР. Расстрелян 13 марта 1937 года в Ростове-на-Дону. Реабилитирован посмертно 10 октября 1956 года.

## Примечание
1. 1 2 3 4 5 6  Городецкий Яков Фёдорович. Крым политический (23 апреля 2024).
2. 1 2 3  Владимирский М. В. Красный крым 1919 года. — М.: Издательство Олега Пахмутова, 2016. — 304 с. — ISBN 978-5-9908031-2-1. Архивировано 13 мая 2024 года.
3. ↑  Городецкий Яков Федорович (1876). ОБД Открытый список. Международный мемориал (2024). Дата обращения: 25 февраля 2025. Архивировано 26 декабря 2024 года.